# Bahnhofsbrücke Eberswalde

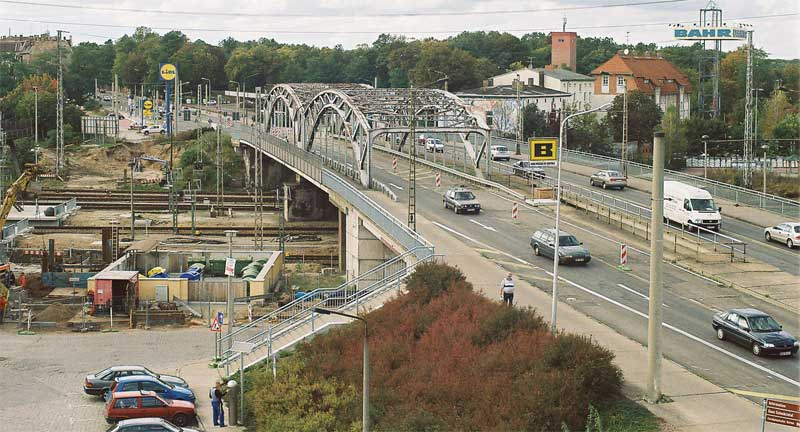
Aufnahme einen Tag vor Beginn der Abrissarbeiten 2004

Darstellung der Brücke auf einem „Barni-Taler“

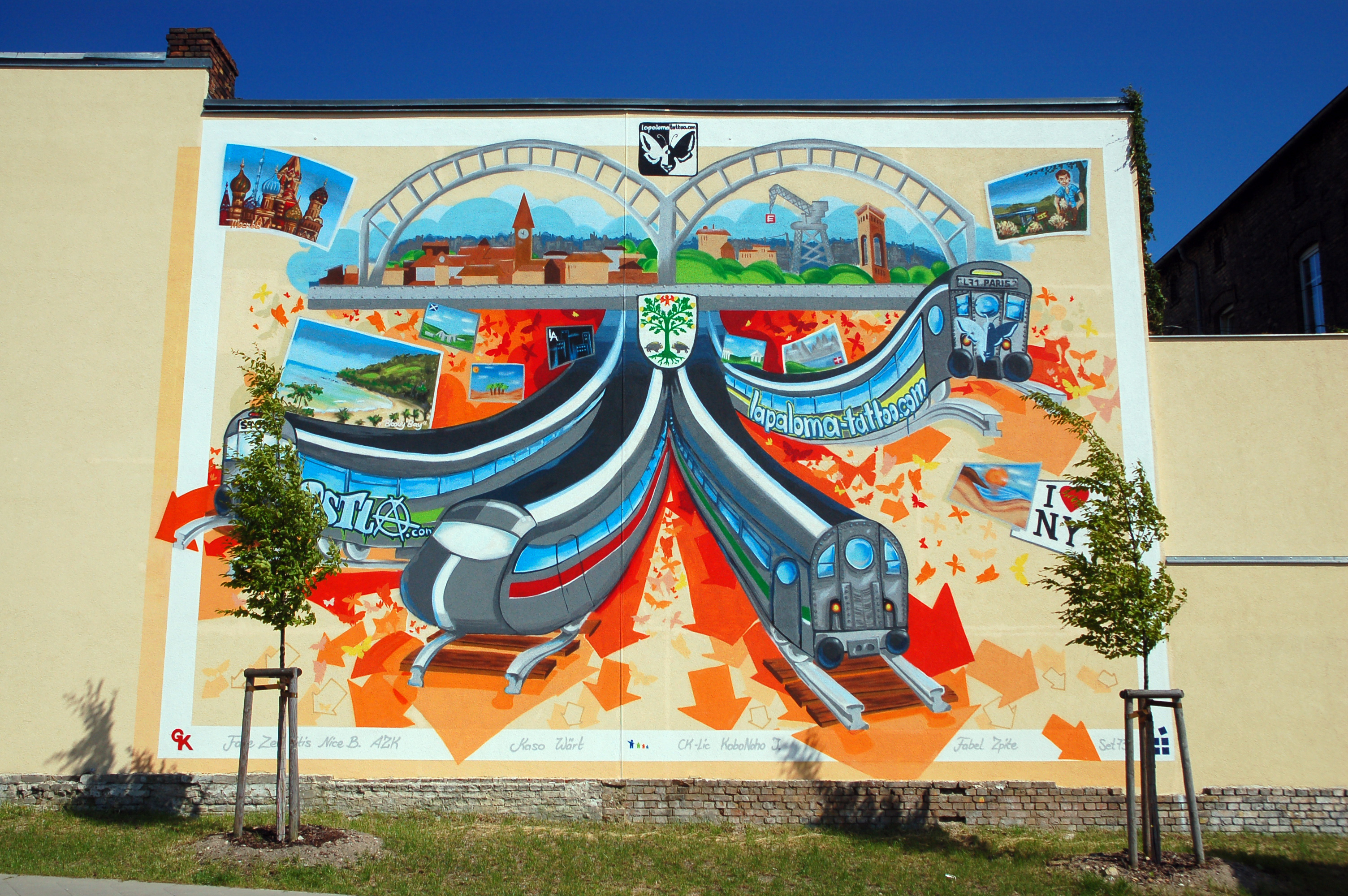
Wandmalerei am Bahnhof

Die Bahnhofsbrücke Eberswalde (auch „Eisenbahnbrücke“) ist die einzige kreuzungsfreie Querung der Bahnstrecke Berlin–Szczecin in der Kreisstadt Eberswalde. Sie befindet sich am namensgebenden Hauptbahnhof.

## Wahrzeichen der Stadt
Weder architektonisch noch technisch stellte dieses Bauwerk etwas Besonderes dar. Sie war eine genietete doppelte Fachwerkbogenbrücke. Für die Eberswalder Bevölkerung stellte sie trotzdem das Wahrzeichen der Stadt dar, weil sie das Stadtbild prägte und man sie bei der Durchquerung der Stadt passieren musste. Dies wird auch darin deutlich, dass sie auf den „Barni-Talern“ verwendet wird.
Allgemein wird als Bahnhofsbrücke oder Eisenbahnbrücke das alte Bauwerk angesehen. Diese Brücke wurde 2004 abgerissen und neu aufgebaut. Auch die Spannbetonbrücke, welche als Entlastung der alten Brücke gebaut worden war, wurde demontiert. Der vierspurige Brückenneubau beseitigte das Nadelöhr des Ost-West-Verkehrs.

## Geschichte

Die Brücke etwa 1870

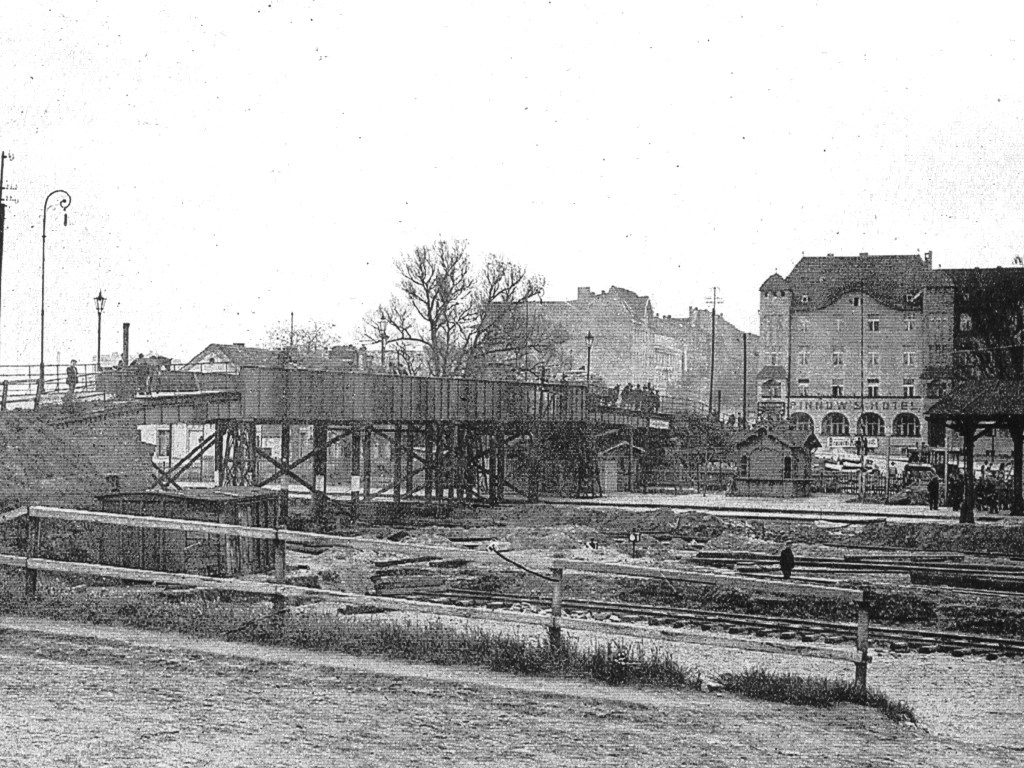
Die Brücke etwa 1870

1842 wurde Eberswalde nur sieben Jahre nach der ersten deutschen Eisenbahnlinie Nürnberg–Fürth als eine der ersten Städte Deutschlands an das Bahnnetz angeschlossen. Der Bahnhof befand sich damals noch relativ weit außerhalb der Stadt. Dies war eine Forderung der Eberswalder Stadtväter, was fast dazu geführt hätte, dass die Fernbahnlinie weit an der Stadt vorbei geplant worden wäre. Schon bald wurde klar, dass der Ausbau der Eisenbahnstraße zur Versorgung der Stadt wichtig wurde. So wuchs die Stadt in der Folge vor allem Richtung Westen, also zum Bahnhof. Bereits 1867 wurde eine erste Holzbrücke über die Gleise errichtet. Wegen des Baus des Stadtteils Westend wurde 1908 die Bahnhofsbrücke als Ersatz einer Holzbrücke aus dem Jahr 1904 errichtet. Nachdem im Jahr 1901 für wenige Monate der Betrieb des Oberleitungsbusses aufgenommen worden war, fuhr von 1910 bis 1940 die elektrische Straßenbahn. 
Im Zweiten Weltkrieg wurde die Brücke nur leicht beschädigt.
Bereits Mitte der 1950er Jahre mussten Teile der Brücke erneuert werden. Der Rost hatte große Teile des Tragwerkes geschädigt. Die alten Fahrbahn-Unterkonstruktion aus Buckelblechen wurde ersetzt, neue Längs- und Querträger eingebaut und eine Ortbeton-Fahrbahn hergestellt. Der Gehweg auf dem Bauwerk wurde verbreitert. 
In den 1980er Jahren war wegen der Elektrifizierung der Bahnstrecke das Anheben der Brücke nötig geworden. Dieses Vorhaben hätte die Sperrung der F 167 für mehr als sechs Monate zur Folge gehabt. Der gesamte Verkehr sollte über Britz umgeleitet werden. Untersuchungen hatten ergeben, dass die Schranken in Forsthaus und Britz mehr als zwölf Stunden am Tag geschlossen waren, so dass der Fahrzeugverkehr auf der Umleitungsstrecke sich ständig gestaut hätte. Deshalb entschloss man sich, neben dem vorhandenen Bauwerk eine neue Brücke zu errichten. Dieses Bauwerk ist eine Fertigteilbrücke aus BT 700 Trägern. Im Zuge der Baumaßnahme wurde auch der Busbahnhof Eberswalde errichtet. Nach der Freigabe der neuen Brücke wurde die alte Fachwerkbrücke angehoben. Gleichzeitig wurde ein Feld der Vorbrücke durch einen BT-700-Überbau ersetzt.

## Abriss

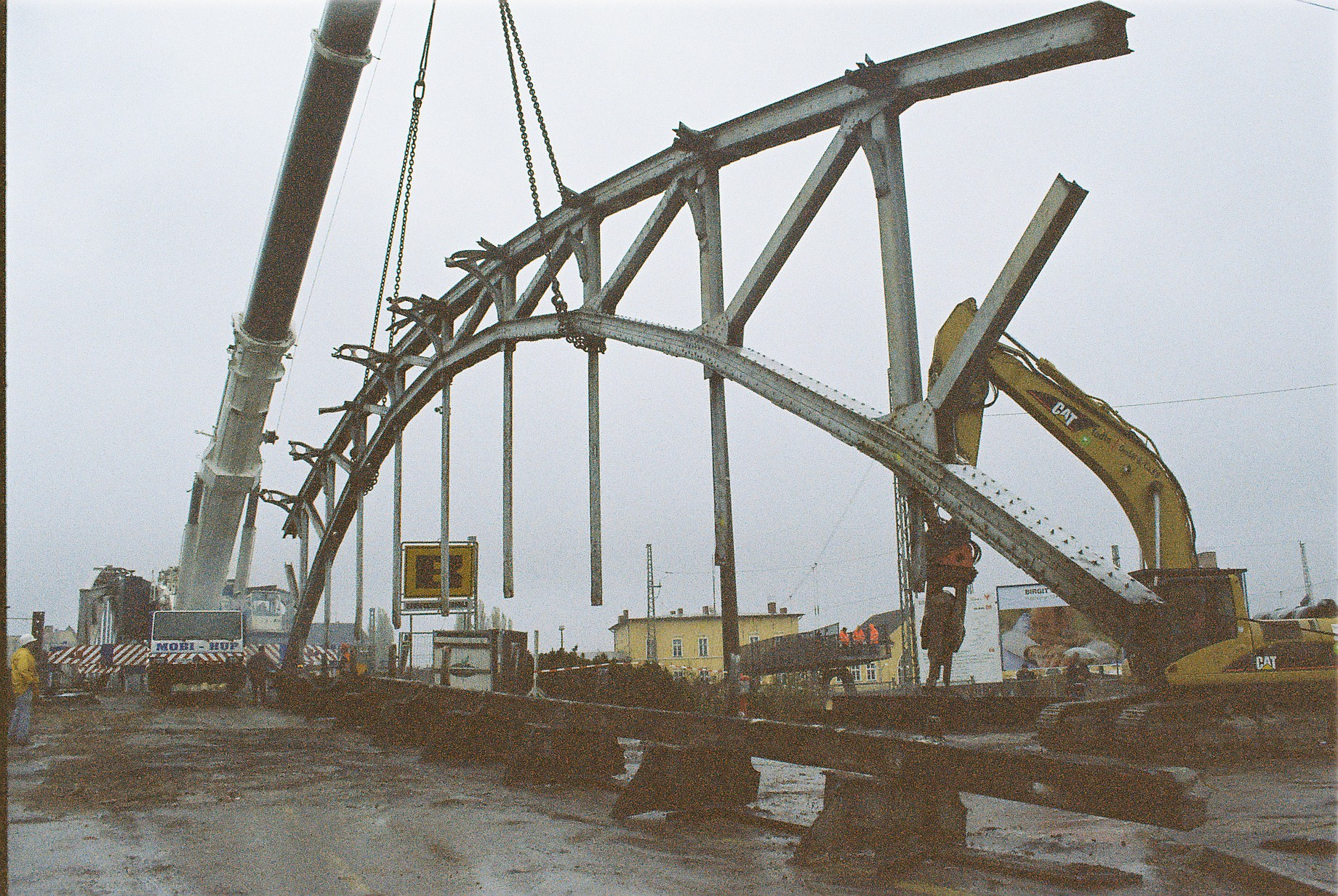
Beginn der Abrissarbeiten

Am 4. Oktober 2004 begannen die Abrissarbeiten an der Brücke, am 30. Oktober 2004 erfolgte vor mehreren hundert Zuschauern die Demontage der ersten Bogenelemente. Am 21. Januar 2005 war die Brücke vollständig abgebrochen.

## Neubau
Nach Errichtung der Brückenwiderlager und neuen Pfeiler in monolithischer Stahlbetonbauweise wurden am 23. und 24. April 2005 insgesamt zwölf Stahl-Beton-Verbundelemente auf die neuen Unterbauten gehoben. Die Verbundelemente sind zwar technisch gesehen nicht neu, doch noch relativ wenig weit verbreitet. Sie zeichnen sich durch sehr leichte Bauweise bei hoher Tragkraft aus. Auf den vertikalen Stahlträgern befindet sich eine dünne Betonplatte, welche bereits Anker für die spätere bewehrte Ortbetondecke enthält.
Die Stahlträger wurden in Niesky gefertigt und anschließend nach Vilshofen ins Betonwerk transportiert. Hier wurde der Ortbetonflansch hergestellt. Danach wurden die Elemente nach Eberswalde gefahren. Die Elemente waren zirka 2,80 Meter breit, 35 Meter lang und hatten eine Masse von 40 Tonnen. Volle Tragfähigkeit erreichte die Brücke durch eine ungefähr 20 Zentimeter dicke Ortbetonergänzung, die in einem Stück betoniert wurde. Das „Feste Lager“ der Brücke befindet sich auf dem westlichen Pfeiler der Brücke. Beide Widerlager und der östliche Pfeiler erhielten bewegliche Lager. Um die Verschiebungen der Brücke durch beispielsweise Bremsen, Anfahren, Temperatur auszugleichen wurden an beiden Widerlagern Fahrbahnübergänge angeordnet. Das westliche Widerlager erhielt einen einfachen Fahrbahnübergang, auf der östlichen Seite wurde ein doppelter Übergang mit Wartungsgang eingebaut.
Am 4. Oktober 2006 wurde die neue Bahnhofsbrücke fertiggestellt und vom brandenburgischen Infrastrukturstaatssekretär Reinhold Dellmann für den öffentlichen Verkehr freigegeben. Der Neubau erfolgte als Dreifeldbrücke in Stahlverbundkonstruktion. Die Gesamtstützweite hat eine Länge von 95,5 Meter, die Nutzbreite beträgt 23,2 Meter. Die Konstruktion ist mit Geh- und Radwegen, Blindenleitstreifen, Straßenbeleuchtung und Oberleitungen für den Oberleitungsbus ausgestattet. Die Brücke überspannt zehn Gleise der Deutschen Bahn.

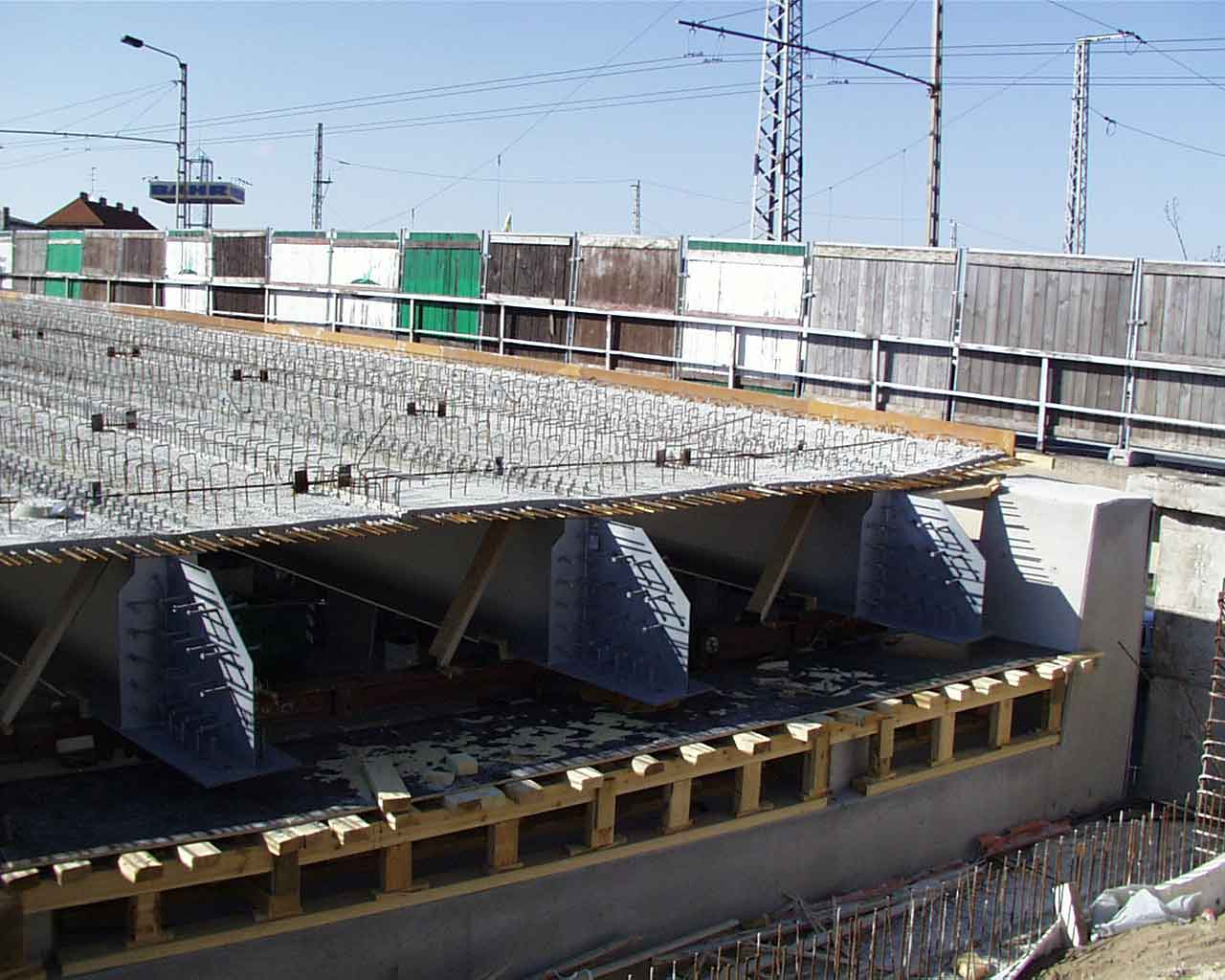
Auflager am östlichen Widerlager
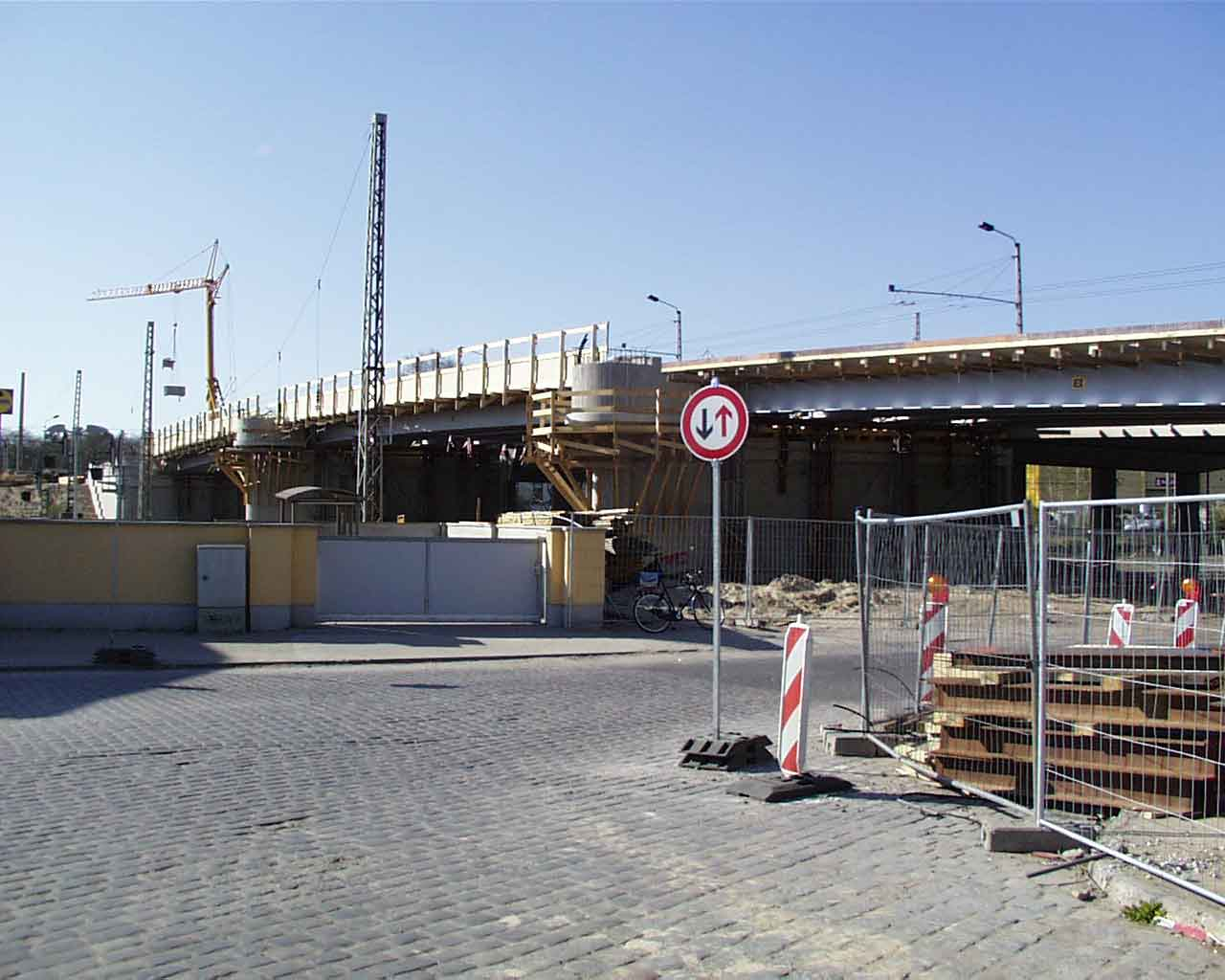
Gesamtansicht
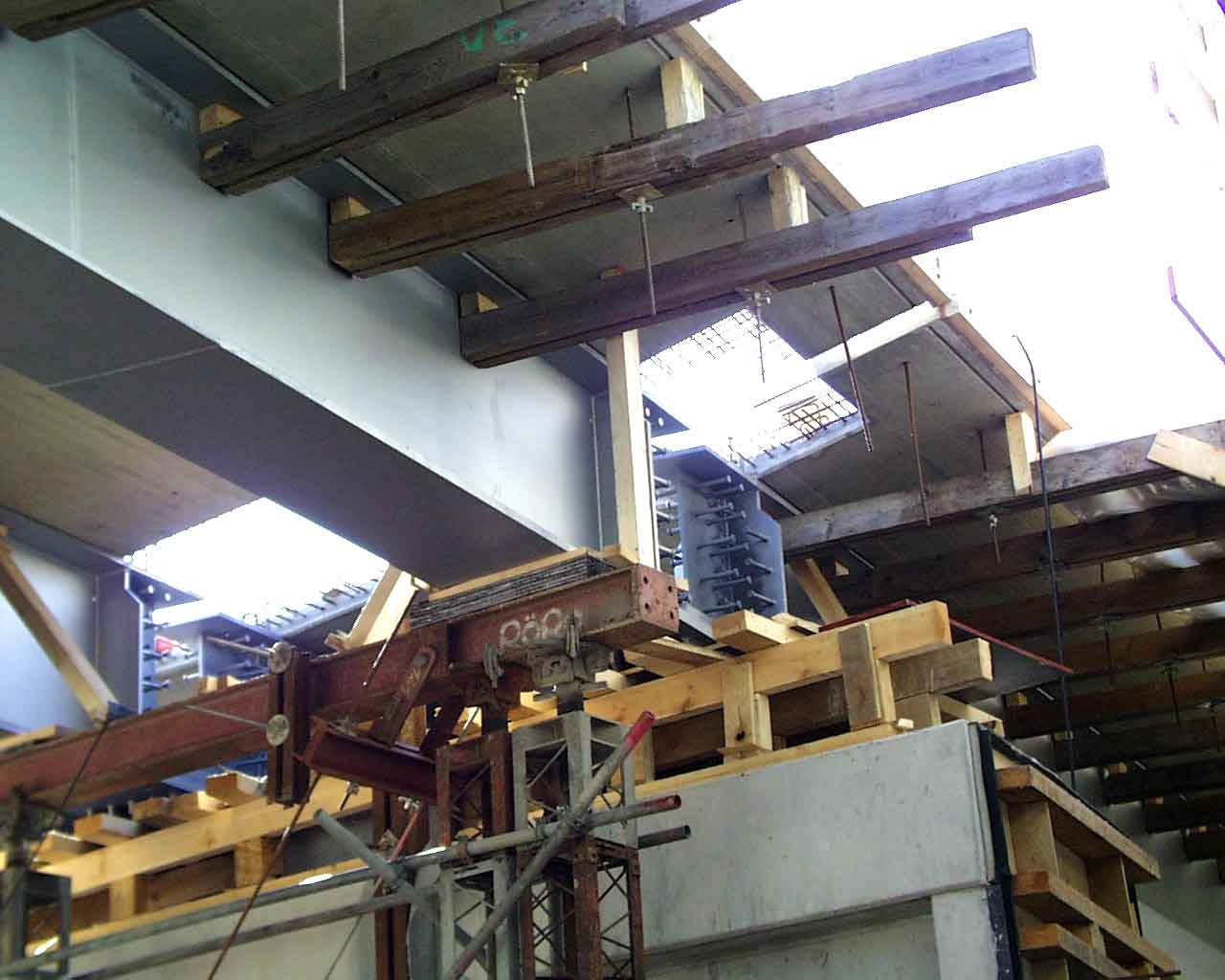
Loses Auflager
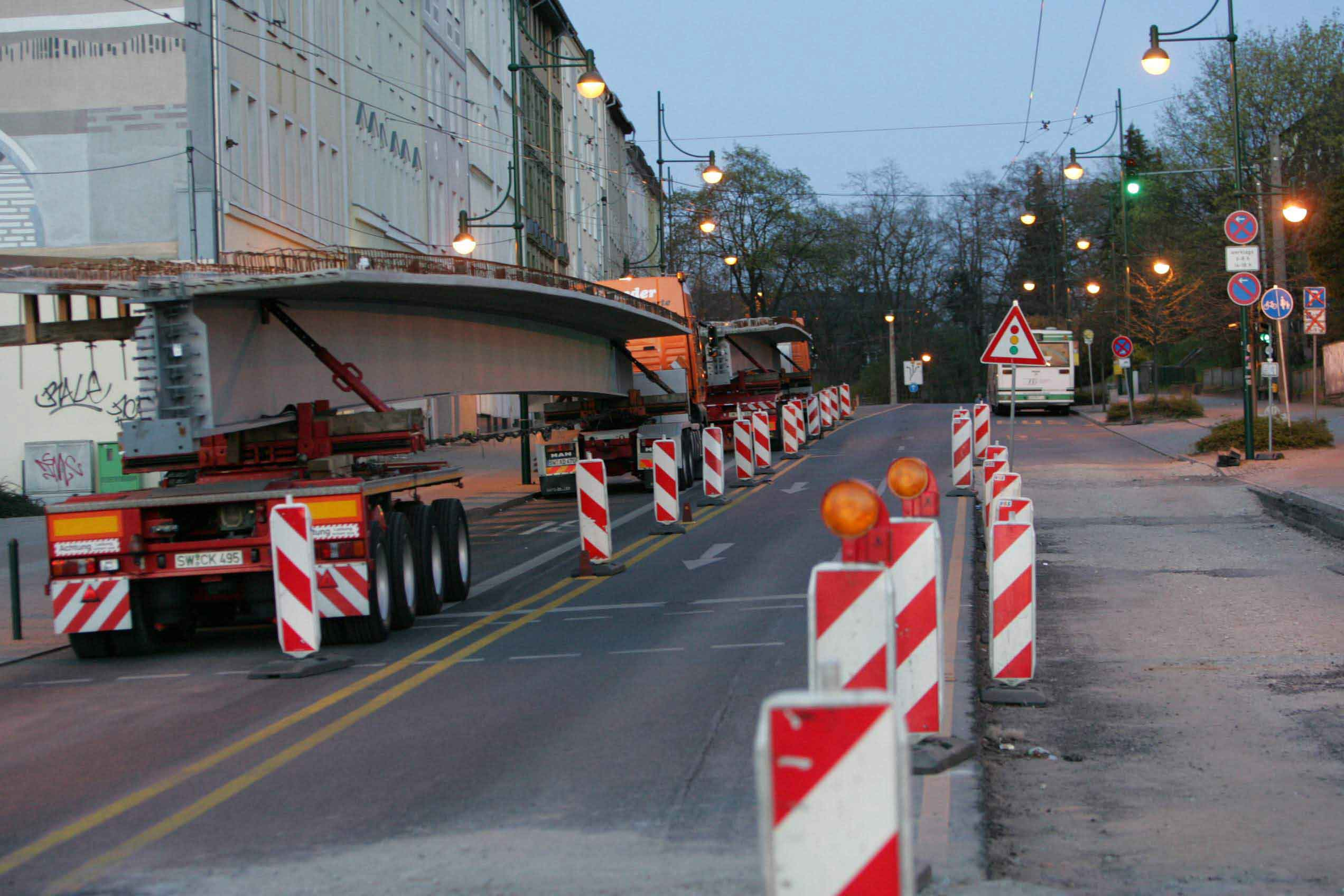
Brückenelement vor dem Einbau
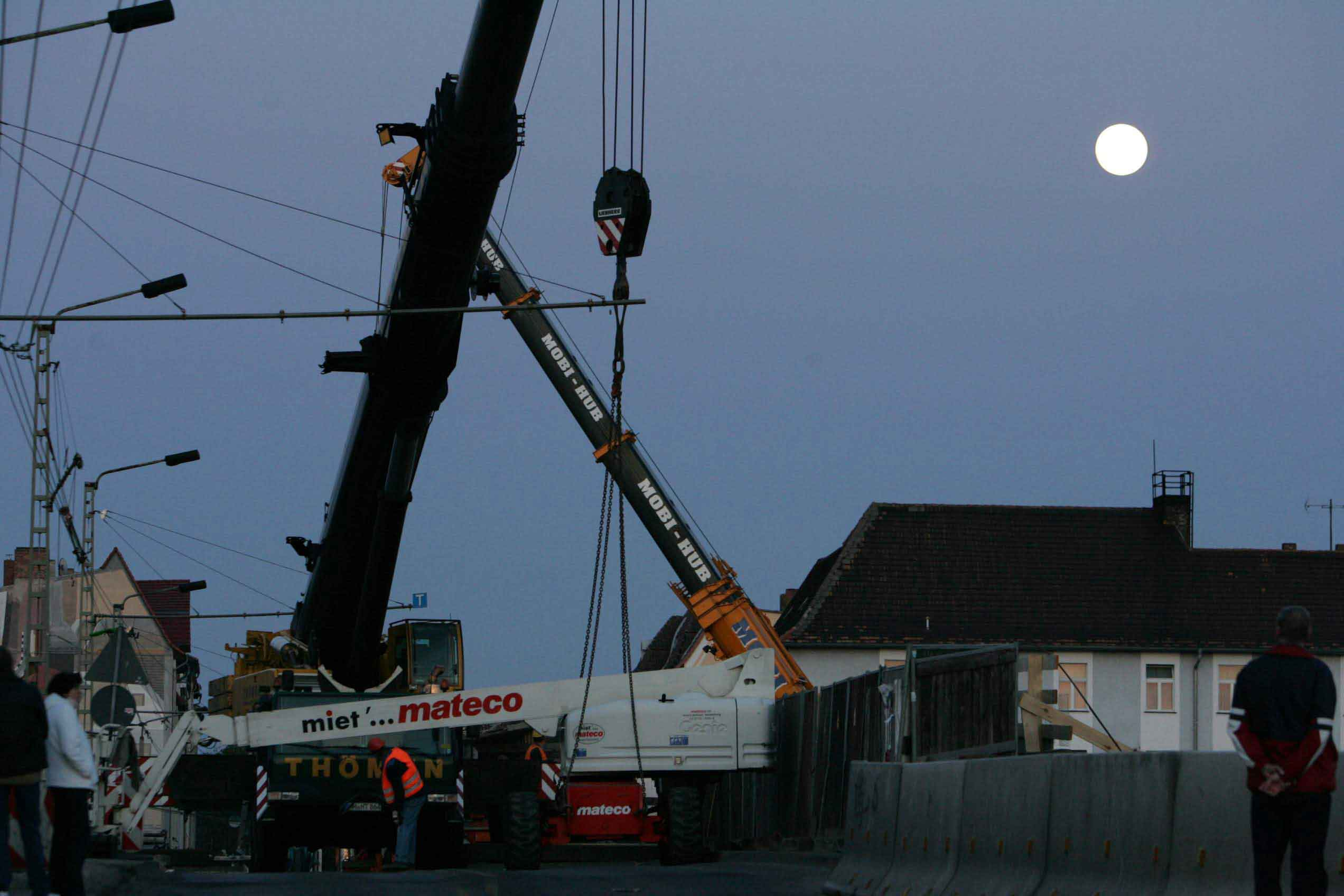
Vollsperrung der alten Brücke